# Woodbridge (Nova Jersey)
Woodbridge és una concentració de població designada pel cens dels Estats Units a l'estat de Nova Jersey. Segons el cens del 2000 tenia 18.309 habitants.

## Demografia
Segons el cens del 2000, Woodbridge tenia 18.309 habitants, 7.290 habitatges, i 4.847 famílies. La densitat de població era de 1.826,7 habitants per km².
Dels 7.290 habitatges en un 29,3% hi vivien nens de menys de 18 anys, en un 50,9% hi vivien parelles casades, en un 11,8% dones solteres, i en un 33,5% no eren unitats familiars. En el 27,2% dels habitatges hi vivien persones soles el 10,9% de les quals corresponia a persones de 65 anys o més que vivien soles. El nombre mitjà de persones vivint en cada habitatge era de 2,49 i el nombre mitjà de persones que vivien en cada família era de 3,06.
Per edats la població es repartia de la següent manera: un 21,4% tenia menys de 18 anys, un 7,4% entre 18 i 24, un 35,9% entre 25 i 44, un 21,5% de 45 a 60 i un 13,7% 65 anys o més.
L'edat mediana era de 36 anys. Per cada 100 dones de 18 o més anys hi havia 88 homes.
La renda mediana per habitatge era de 60.594 $ i la renda mediana per família de 70.184 $. Els homes tenien una renda mediana de 50.071 $ mentre que les dones 34.928 $. La renda per capita de la població era de 26.728 $. Aproximadament el 3,9% de les famílies i el 5,8% de la població estaven per davall del llindar de pobresa.